# Центр української культури та мистецтва
Центр української культури та мистецтва — культурно-мистецький центр у Києві. Заснований 2005 року Світланою Долеско. З 2011 року центр працює в будинку по вулиці Хорива, в якому містяться три виставкові зали, обладнані сучасними системами експонування, Музей історії рукоділля та школа жіночих рукоділь.
Діяльність центру спрямована на відродження давніх українських звичаїв та обрядів, а також відновлення та збереження техніки й культури вишивання, ткацтва, розпису та інших видів декоративно-прикладного мистецтва. Центр організовує виставково-мистецькі проекти, співпрацює з освітніми закладами, культурними центрами, українською діаспорою, громадськими організаціями багатьох країн світу, проводить презентації, прес-конференції, творчих вечори, концерти, кінопокази, семінари, конкурси, фестивалі та майстер-класи. У 2012 році розпочато соціально-мистецьку програму «Історичний діалог поколінь». У його межах відбулись зустрічі вчителів із знаковими постатями в українській історії та культурі як Патріарх Філарет, дисиденти Левко Лук'яненко, Євген Сверстюк, поет Дмитро Павличко та інші видатні особистості.

## Публікації
- Світлана Долеско. П'ять поверхів хендмейду [Архівовано 11 серпня 2014 у Wayback Machine.] // Сайт про рукотворне мистецтво
- Уляна Воліковська. Правічний голос Землі [Архівовано 8 серпня 2014 у Wayback Machine.] // «Слово Просвіти», № 21 (658), 24-30 травня 2012 р.
- Вероніка Барановська. Усі діти — письменники й казкарі [Архівовано 8 серпня 2014 у Wayback Machine.] // Газета «Українське Слово», № 1-2, 2-15 січня 2013 року.
- To celebrate the Christmas seasons [Архівовано 8 серпня 2014 у Wayback Machine.] // Kiev Post « 20 Photo story», December 16, 2011